# 야로슬라프 플라실
야로슬라프 플라실(체코어: Jaroslav Plašil, 1982년 1월 5일, 체코슬로바키아 오포치노 ~ )은 체코의 전 축구 선수였고, 현재 프랑스 리그 1 프로축구팀 지롱댕 보르도의 감독 대행이다. 포지션은 윙어였다.

## 클럽
2000년 18세의 어린 나이로 AS 모나코에 입단했으나, 2년 간 8경기 출장에 그치며 두드러진 활약을 보이지 못하였다. 이후 크레테유로 임대되어 출전 경험을 쌓았고, 임대에서 복귀한 이후엔 주전으로 활약하며 2007년 오사수나로 이적하기 전까지 정규 리그 122경기에 출장하였다. 2009년, 보르도로 이적하여 프랑스 무대로 복귀하였다.

## 국가대표팀
플라실은 유로 2008 조별 리그 최종전에서 터키를 상대로 득점을 기록했었다. 체코는 3골을 연달아 내주고 역전패하면서 조별 리그에서 탈락하고 말았다.

## 수상
체코
- UEFA 유로 2004 4강

## 같이 보기
- A매치 100경기 이상 출전한 축구 선수 명단